# Leonardo Lugaresi
Leonardo Lugaresi (* 19. September 1954 in Cesena) ist ein italienischer Patristiker.

## Leben
Er schloss im November 1977 sein Studium der Klassischen Philologie an der Universität Bologna ab. Er promovierte  2006 in „Religionswissenschaften: Sozialwissenschaften und historische Religionsstudien“ an der Universität Bologna und an der École Pratique des Hautes Études. Lugaresi gehört der „Italienischen Forschungsgruppe zu Origenes und der alexandrinischen Tradition“ und der „Association Internationale d'Études Patristiques“ an. Er ist Gründungsmitglied und Mitglied des Vorstands des Vereins PATRES (Studien zu antiken Kulturen und dem Christentum der ersten Jahrhunderte) und Mitglied der Redaktion der Zeitschrift „Adamantius“.
Von 1977 bis 2016 war er Gymnasiallehrer. Daneben hatte er Lehraufträge  an den Universitäten Bologna, Pisa und Urbino. Außerdem war er als Gastprofessor (professore a contratto) am Sitz Ravenna der Universität Bologna und an der Universität Chieti tätig. Bis 2004 war er auch Mitglied im Verwaltungsrat der Stiftung Biblioteca Malatestiana.

## Schriften (Auswahl)
- Gregorio di Nazianzo. Contro Giuliano l’Apostata. Orazione IV. Nardini, Florenz 1993, ISBN 88-404-2025-8.
- Gregorio di Nazianzo. La morte di Giuliano l’Apostata. Orazione V. Nardini, Florenz 1997, ISBN 88-404-2034-7.
- als Herausgeber Pier Damiani. Vita di Mauro. Il ponte vecchio, Cesena 2002, ISBN 88-8312-283-6.
- Il teatro di Dio. Il problema degli spettacoli nel cristianesimo antico (II–IV secolo). Morcelliana, Brescia 2008, ISBN 978-88-372-2257-4.
- Andare all’Inferno (e uscirne). Diario di un viaggio con Dante. MC, Mailand 2021, ISBN 978-88-313-6919-0.